# Au suivant de ces messieurs
Pour plus de détails, voir Fiche technique et Distribution.
Au suivant de ces messieurs (A Social Celebrity) est un film américain réalisé par Malcolm St. Clair, sorti en 1926.

## Synopsis
Max Haber, un barbier de petite ville, est la fierté de son père, Johann, qui possède un salon de coiffure vétuste. Max adore Kitty Laverne, la manucure, qui l'aime mais aspire à devenir danseuse et part pour New York, espérant qu'il la suivra dans sa quête de mieux.
Mme Jackson-Greer, une matrone de la société new-yorkaise, a l'occasion de remarquer que Max coiffe une fille de la ville et l'incite à venir à New York et à se faire passer pour un comte français. Il y rencontre April, la nièce de Mme King, et perd son cœur pour elle, ainsi que pour Kitty, devenue showgirl. Au théâtre où Kitty se produit, Max est l'homme le mieux habillé de la fête d'April. Plus tard dans la nuit, dans une boîte de nuit, la véritable identité de Max est révélée, et il est abandonné par ses amis de la société. Désabusé, Max rentre chez lui à la demande de son père. Kitty le suit, réalisant qu'il a besoin d'elle.

## Fiche technique
- Titre original : A Social Celebrity
- Titre français : Au suivant de ces messieurs
- Réalisation : Malcolm St. Clair
- Scénario : Pierre Collings, Monte M. Katterjohn et Robert Benchley
- Photographie : Lee Garmes
- Pays d'origine : États-Unis
- Format : Noir et blanc - 1,33:1 - Film muet
- Genre : comédie
- Date de sortie : 1926

## Distribution
- Adolphe Menjou : Max Haber
- Louise Brooks : Kitty Laverne
- Eleanor Lawson : April King
- Roger Davis : Tenny
- Chester Conklin : Johann Haber